# Biserica de lemn din Bobu-Bobaia

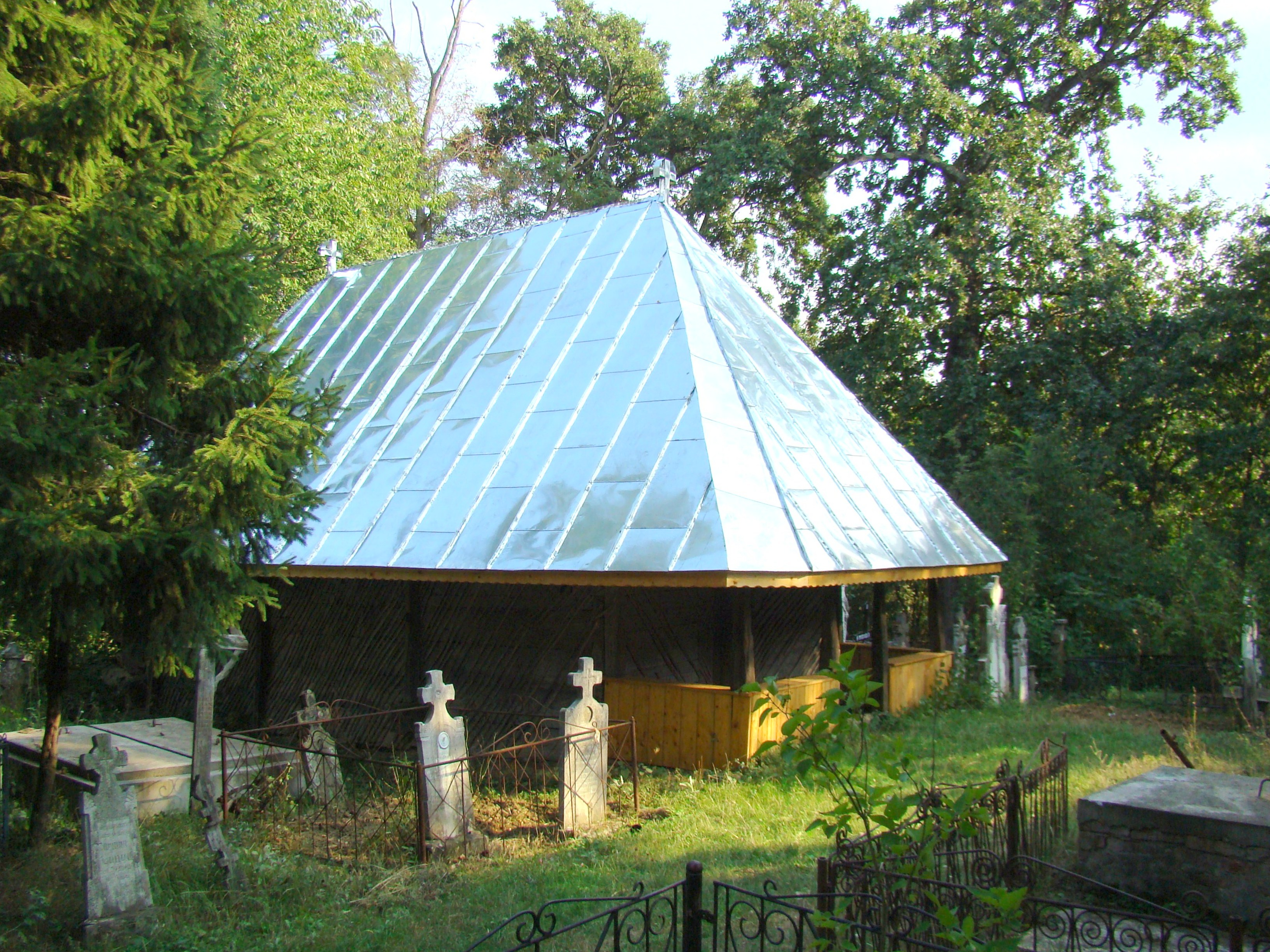
Biserica de lemn „Sfântul Ioan Botezătorul” din Bobu, comuna Scoarța, județul Gorj, foto: septembrie 2009.

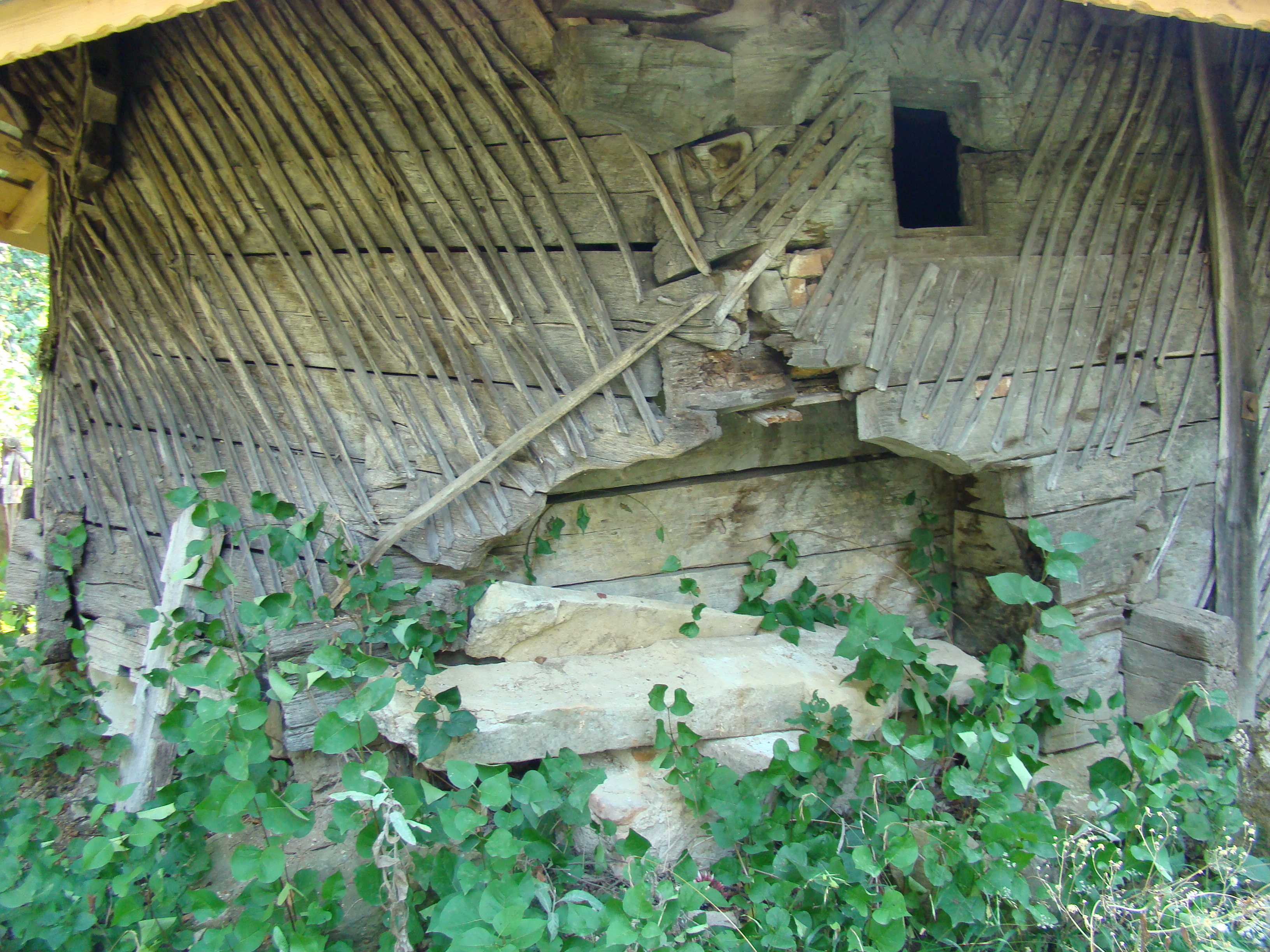
Absida altarului

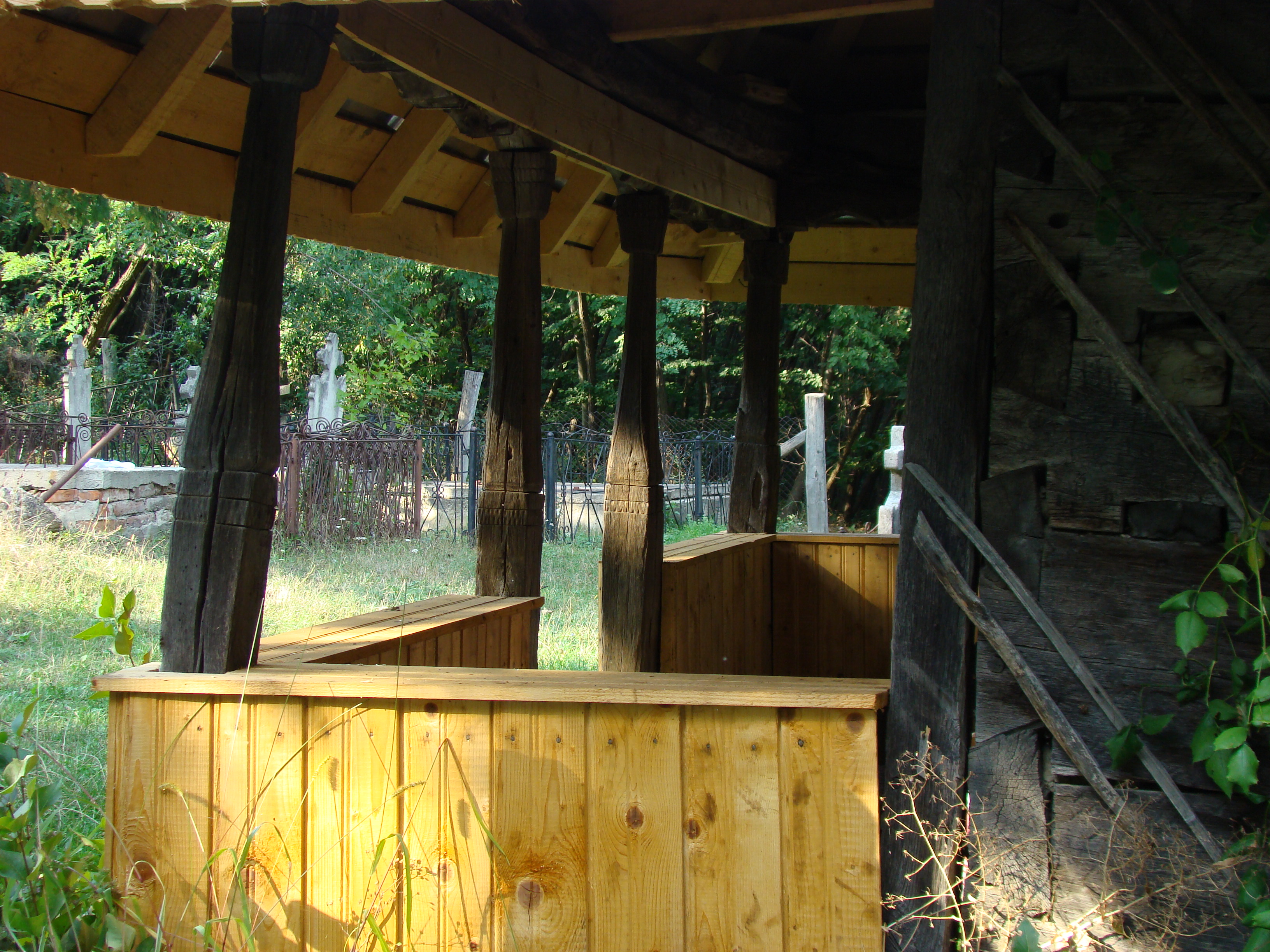
Prispa (vedere din lateral)

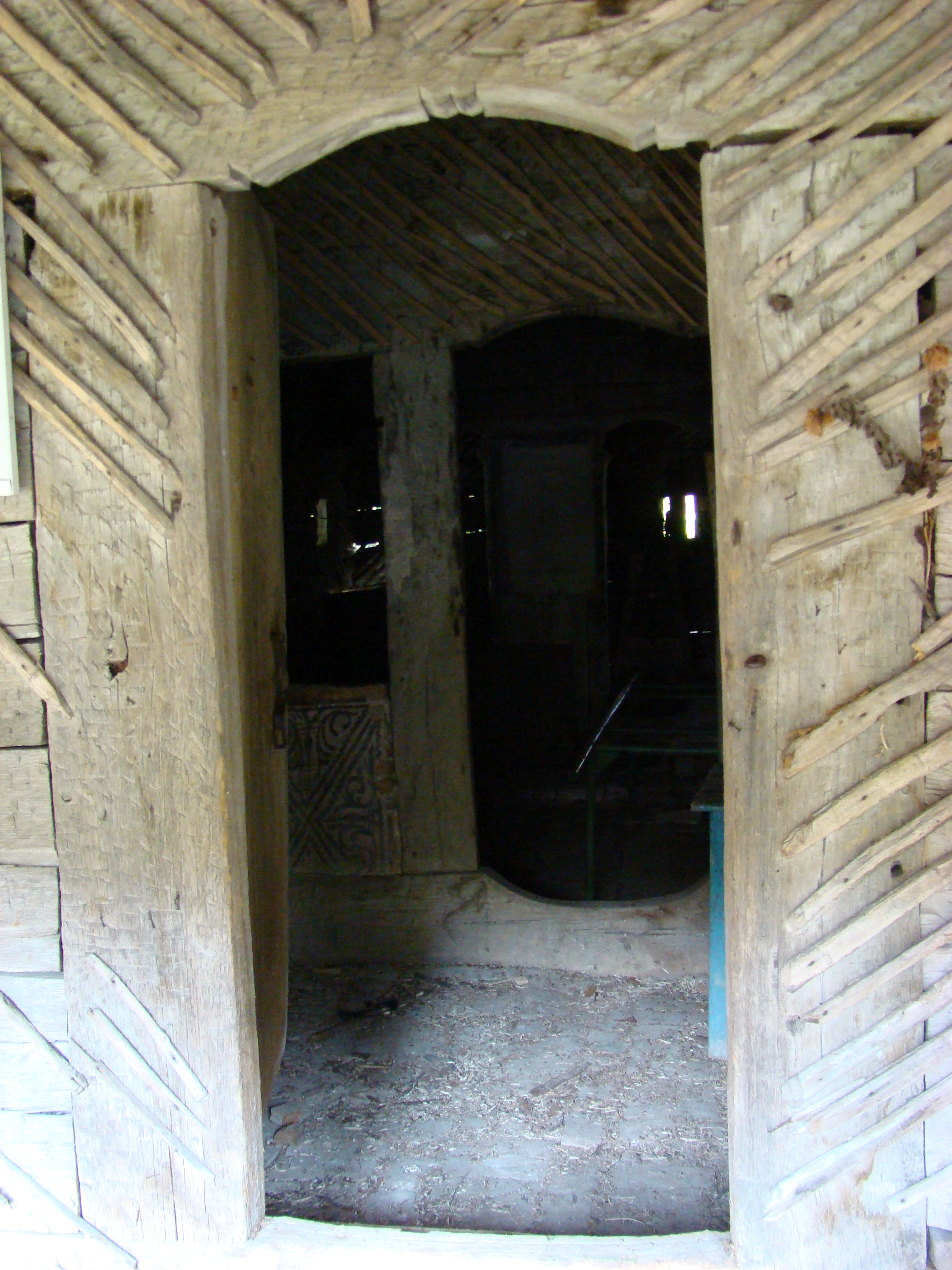
Ancadramentul intrării

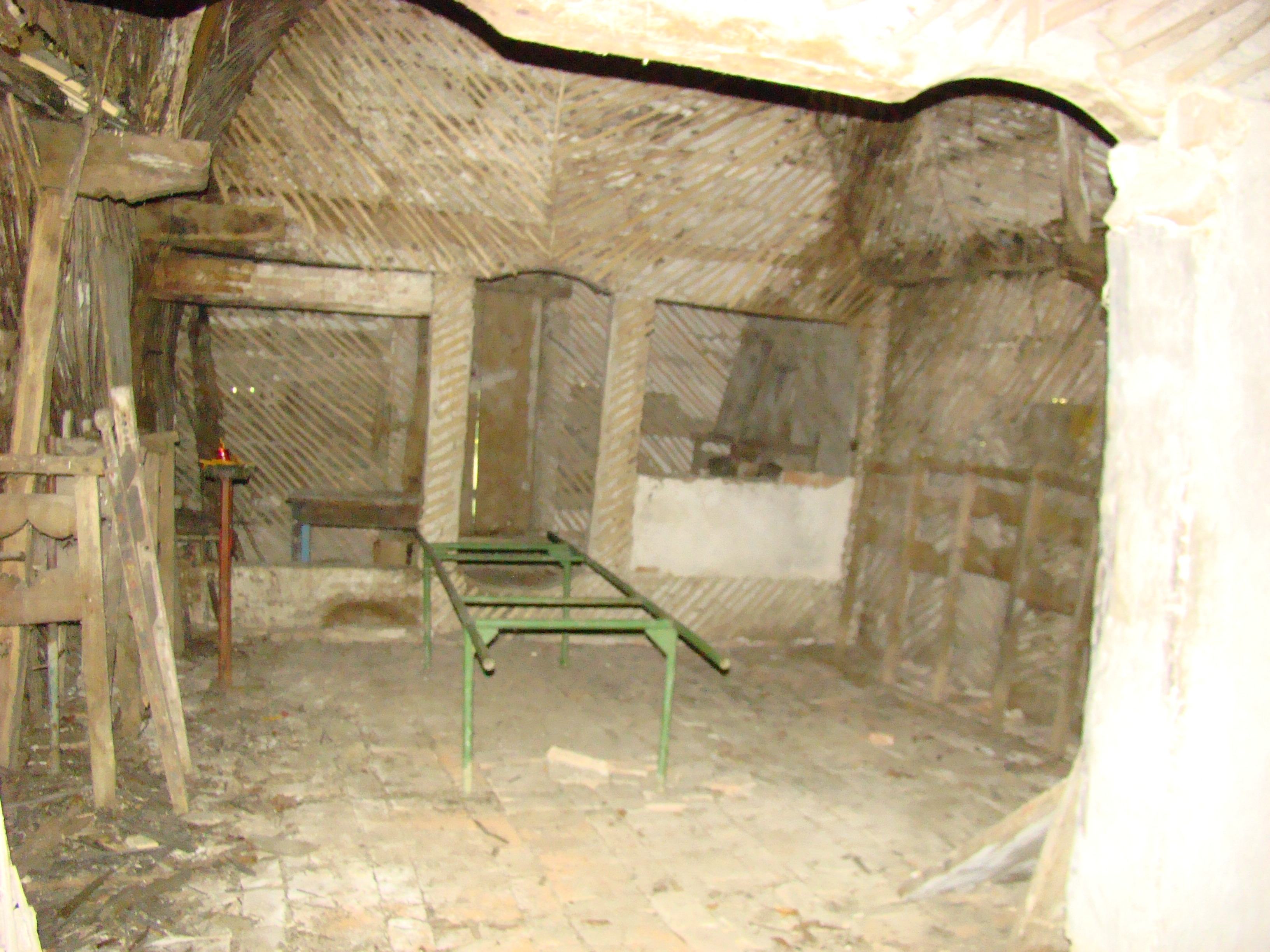
Interiorul golit de mobilier şi podoabe

Biserica de lemn din Bobu, comuna Scoarța, județul Gorj, a fost construită înainte de anul 1816, adusă pe actualul amplasament în 1823. Are hramul „Sfântul Ioan Botezătorul”. Biserica se află pe noua listă a monumentelor istorice sub codul LMI:  GJ-II-m-B-09244.

## Istoric și trăsături
Biserica este menționată pentru prima dată în catagrafiile de la mijlocul secolului al XIX-lea, în „mahalaoa din Vale” (1840), în „mahalaoa Bobaia” (1845); deja nu i se mai cunoșteau cu exactitate începuturile, anul 1828 menționat fiind cel al unei renovări (poate în urma unei strămutări).
Biserica se află pe deal, lângă „Pârâul ăl Mare”, în preajma pădurilor, în mijlocul cimitirului.
După sistemul constructiv ea poate fi atribuită pragului de veac XVIII. Pereții înscriu o navă dreptunghiulară (6,95 m/4,30 m), înălțimea pereților este de 2,35 m.
Altarul este decroșat, poligonal, cu cinci laturi, decroșat în registrul de jos, pentru crearea spațiilor proscomidiei și diaconiconului. 
Acoperirea interioară cuprinde o boltă semicilindrică, cu arc pe console, la naos; peste altar, cinci fâșii curbe, care pornesc dintr-un segment de tavan drept, din bârne.
Acoperișul, în pante mari, fără clopotniță, este învelit în tablă. Toate elementele prispei de pe latura de vest (cosoroabele laterale, fruntariul, stâlpii) sunt frumos și bogat decorate.
Altarul are sub temelie lespezi de piatră și cărămidă, nava fiind așezată direct pe pământ.
Din pisania de la tâmplă au mai rămas câteva cuvinte „... zilele luminatului nostru domn Constantin Basarab Voievod”, la sfârșitul textului descifrându-se „văleat 7234” (1816).
Interiorul este dezolant, golit de mobilier și icoane. Conform surselor bibliografice, pictura pieselor de patrimoniu prezenta analogii cu cea a icoanelor de la Gorgania (1836).

## Galerie de imagini

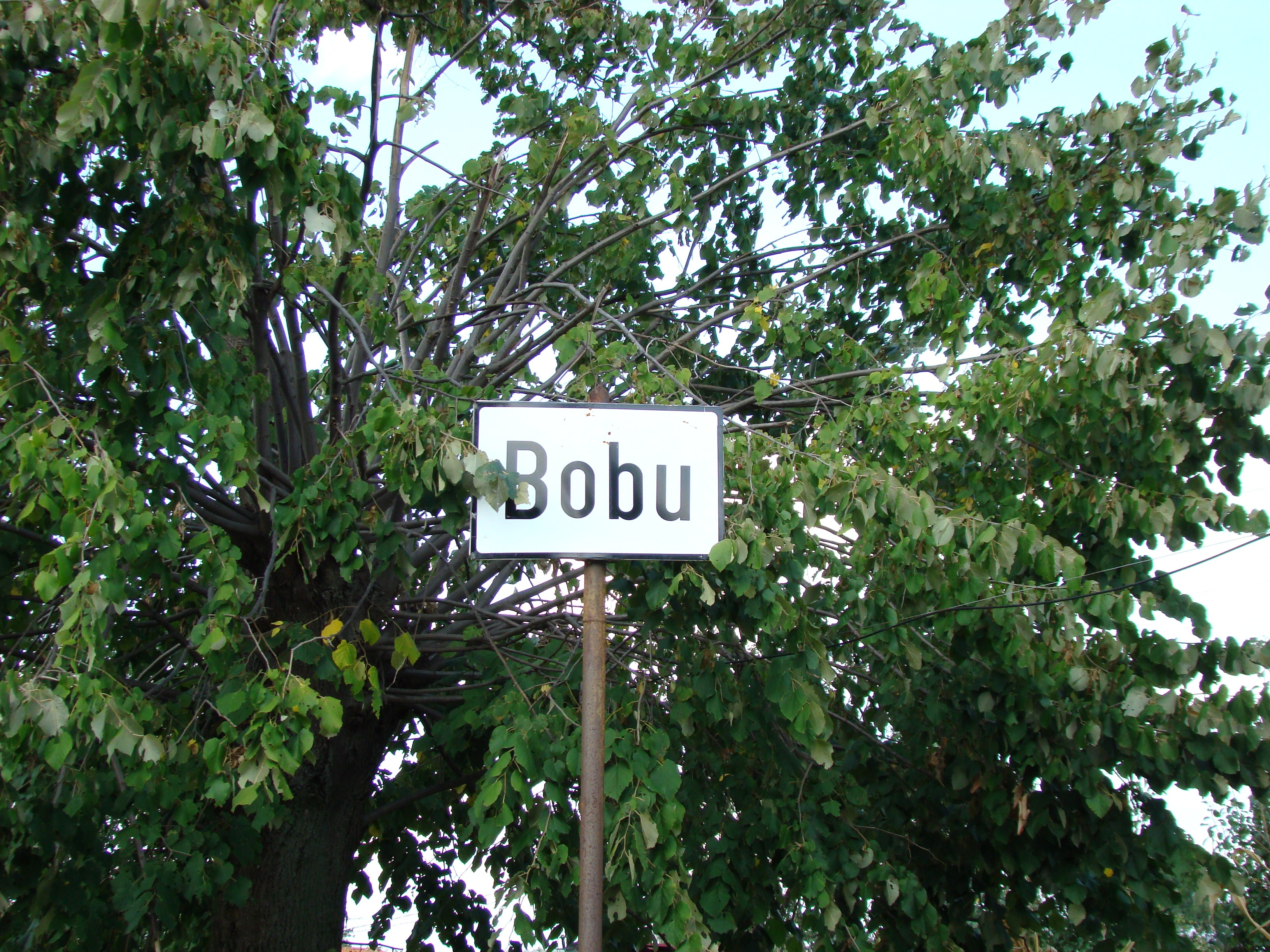
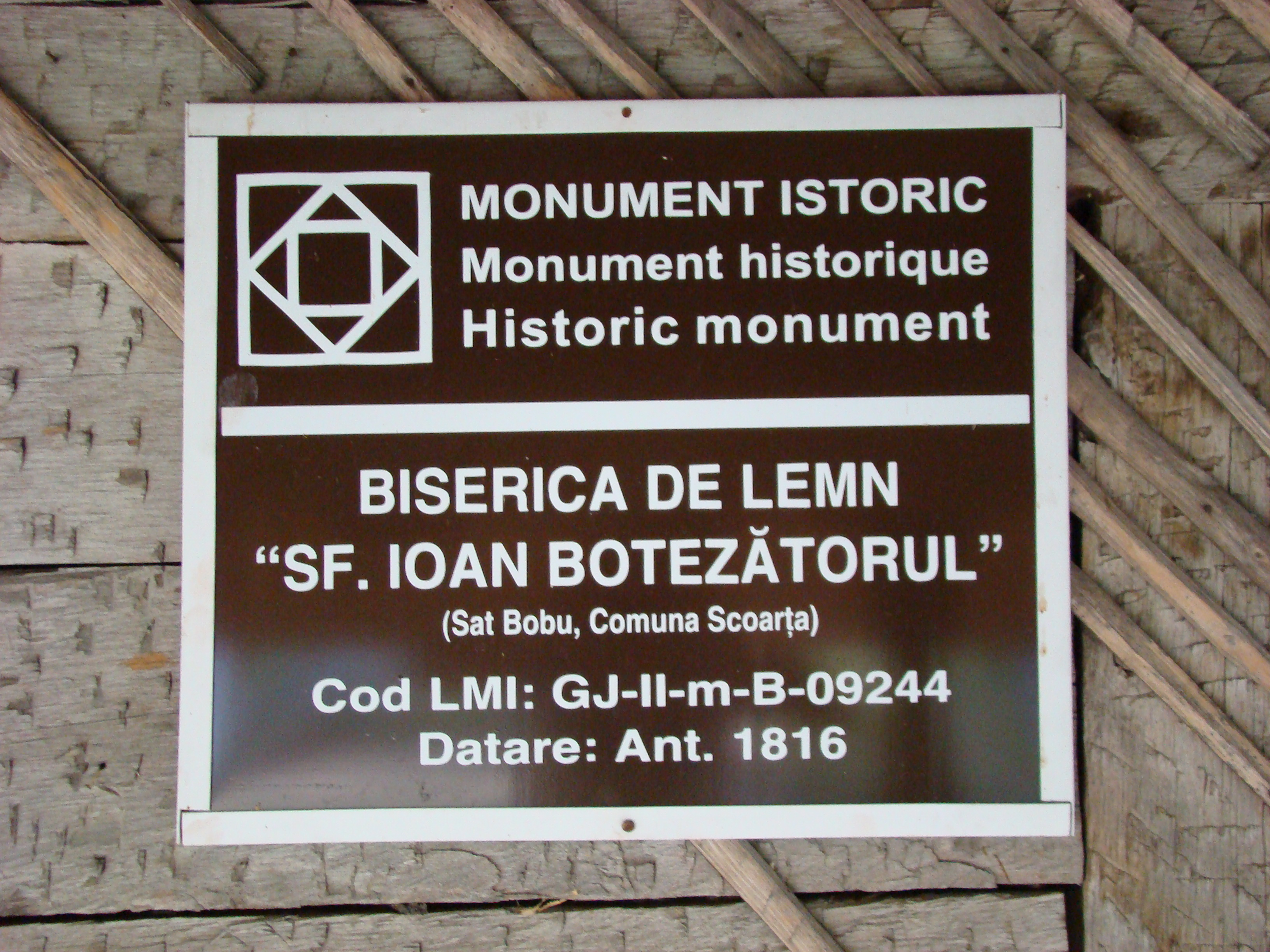
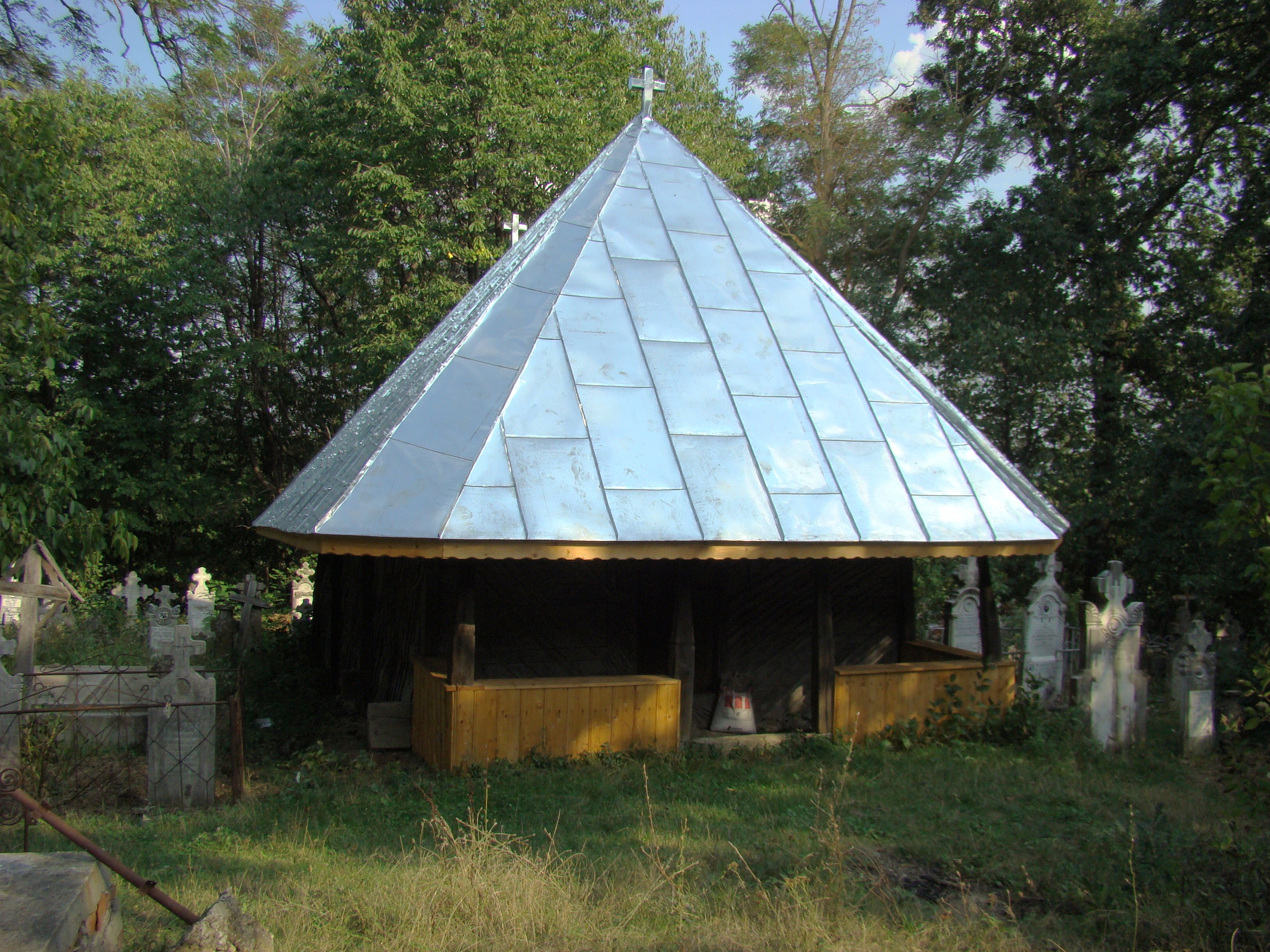
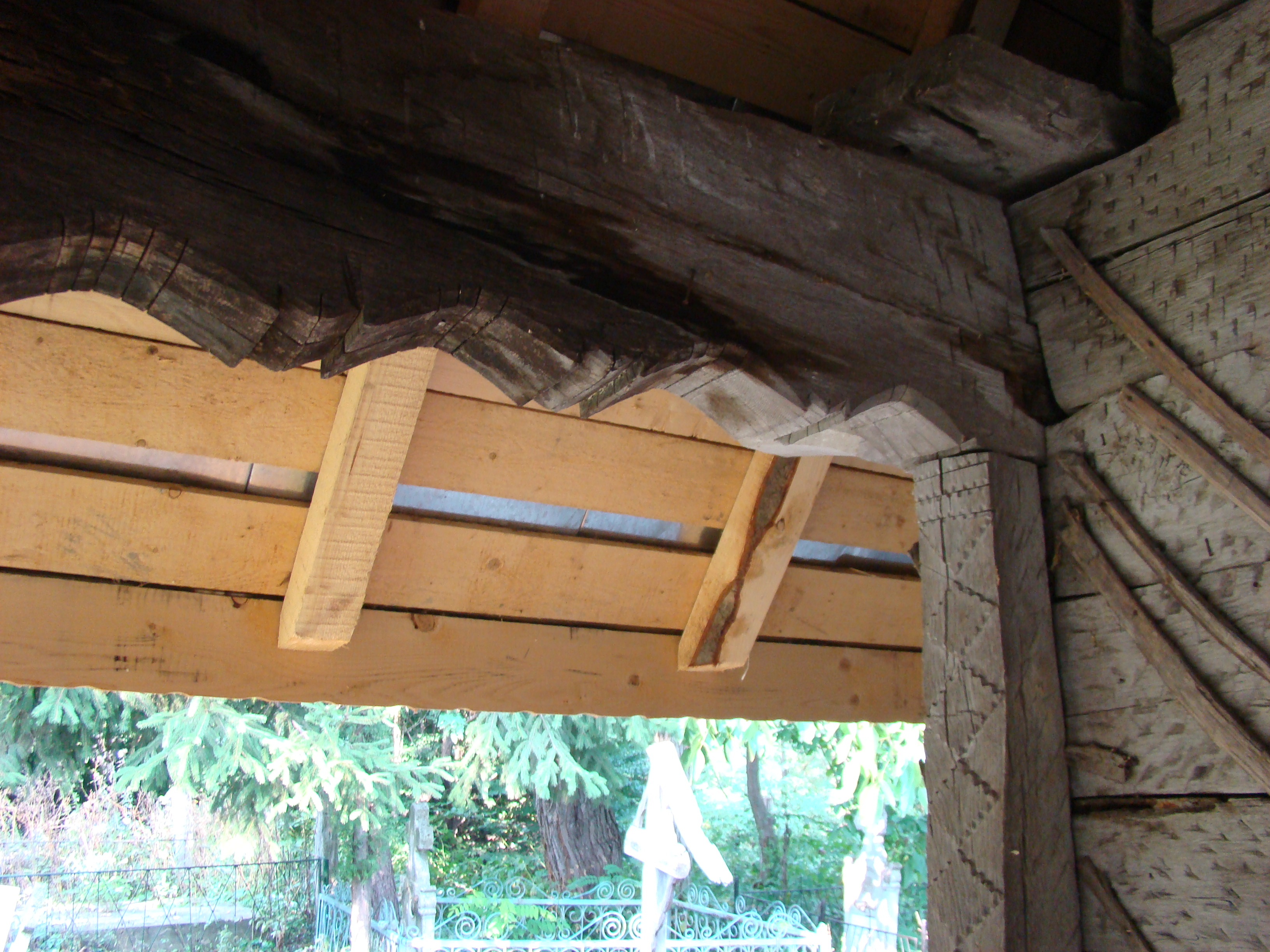
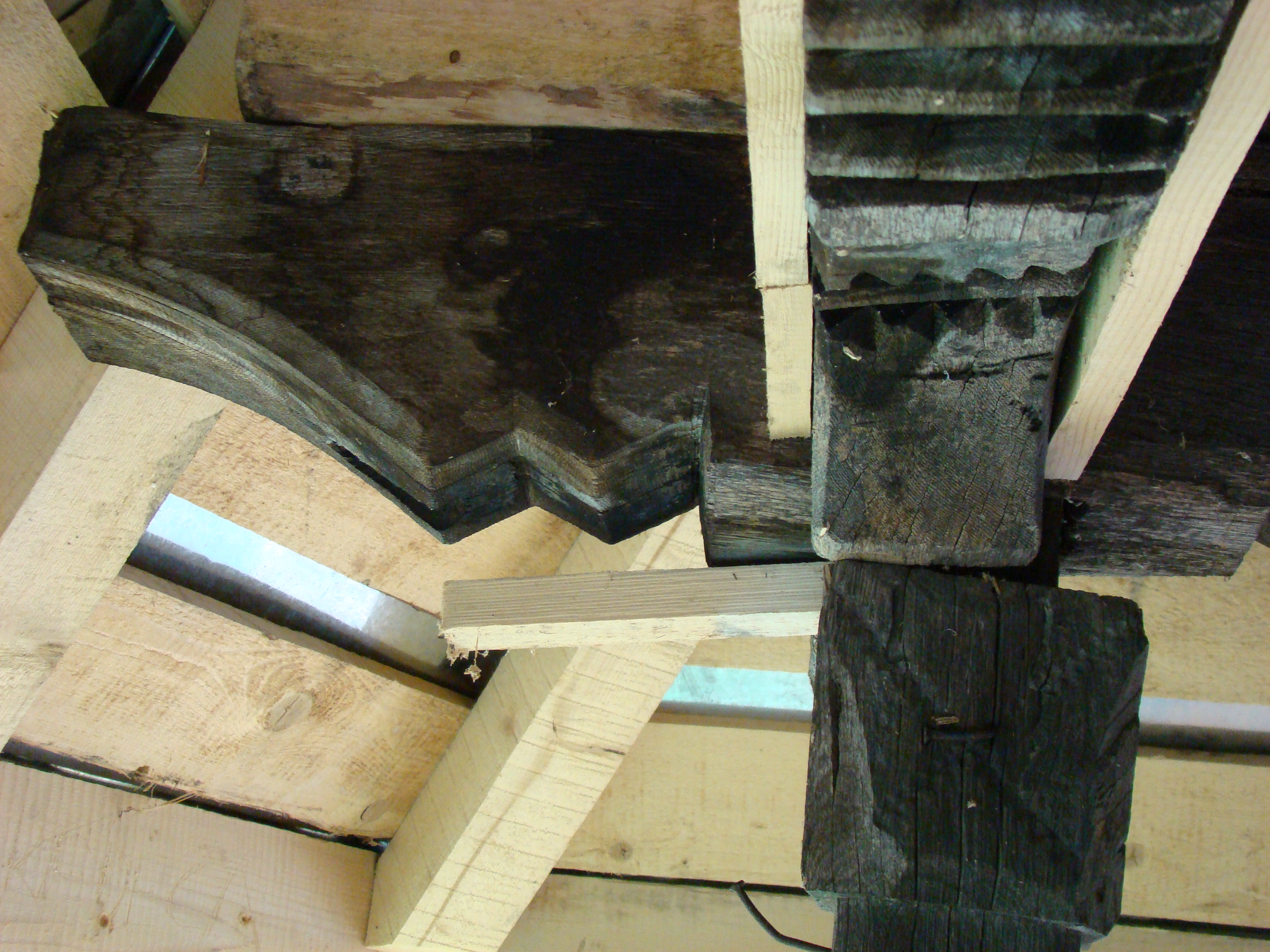
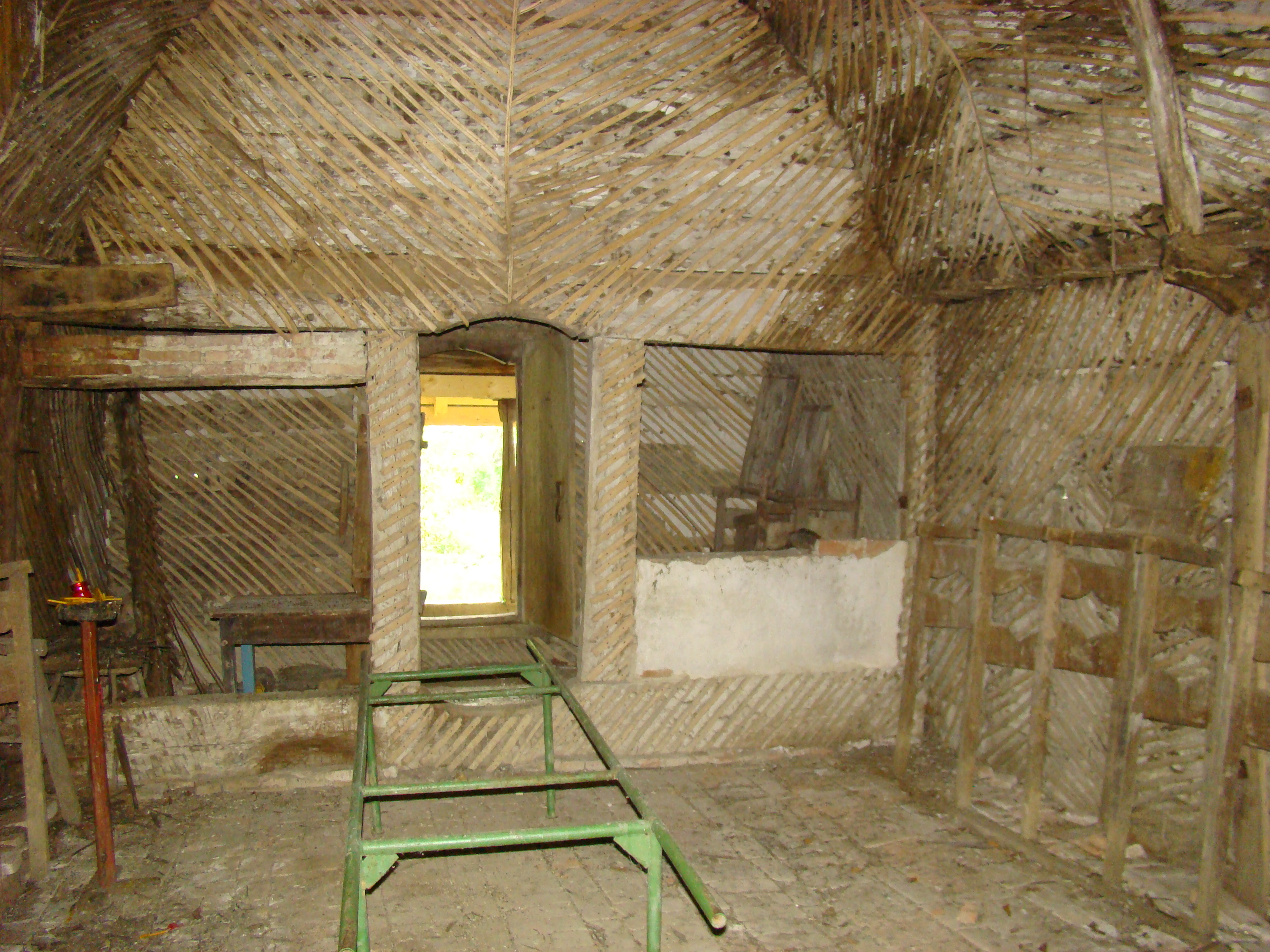
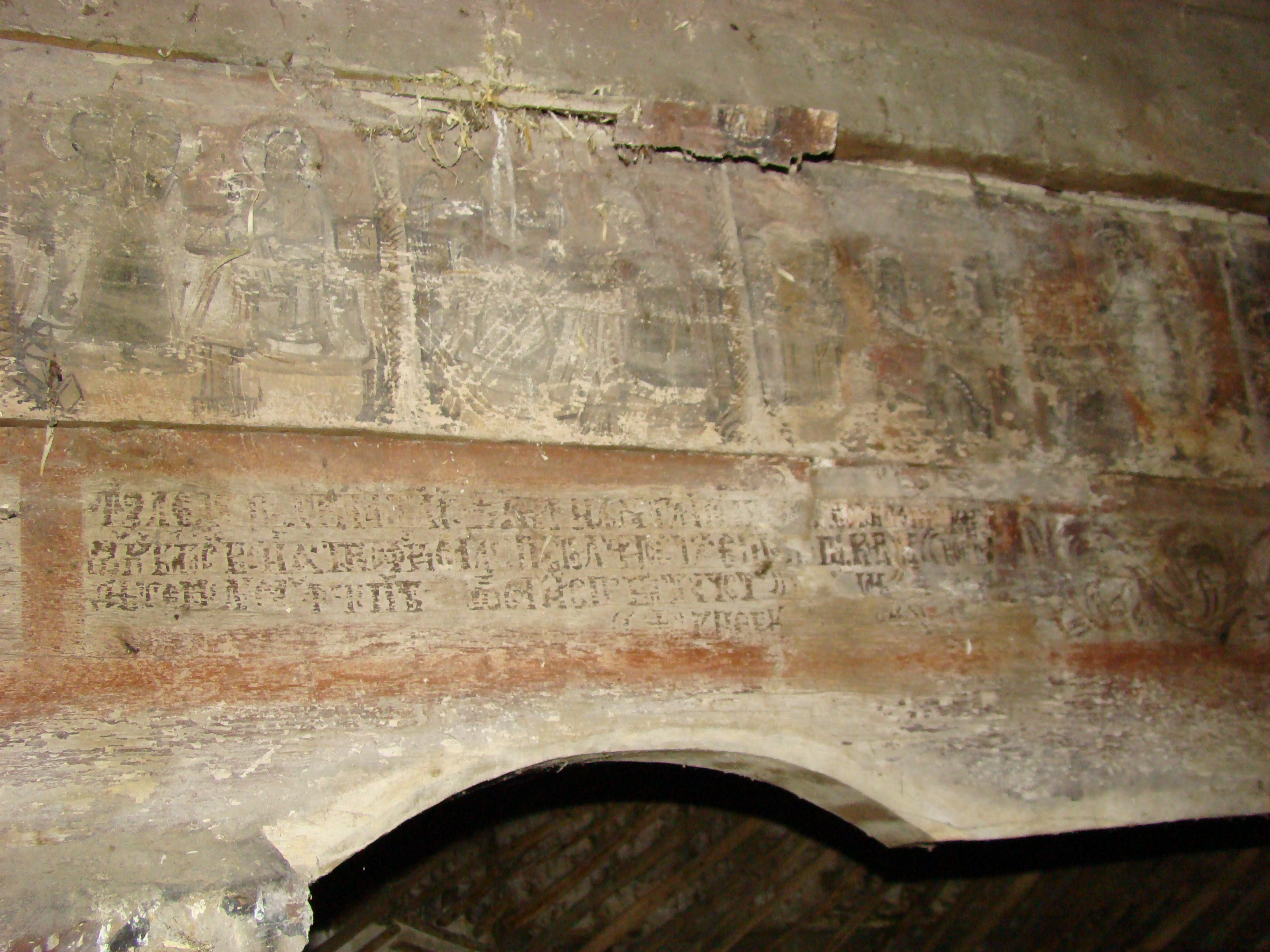
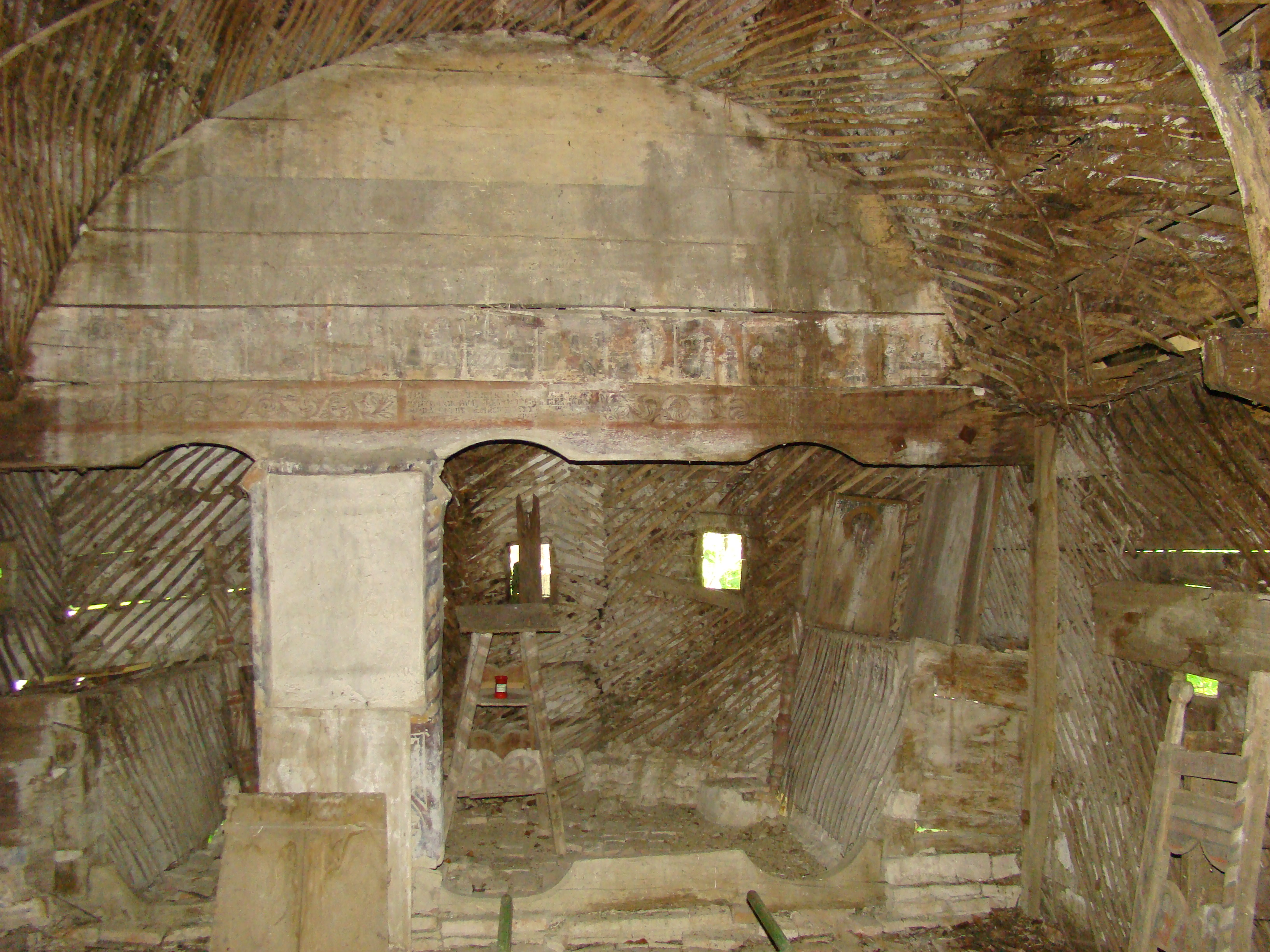
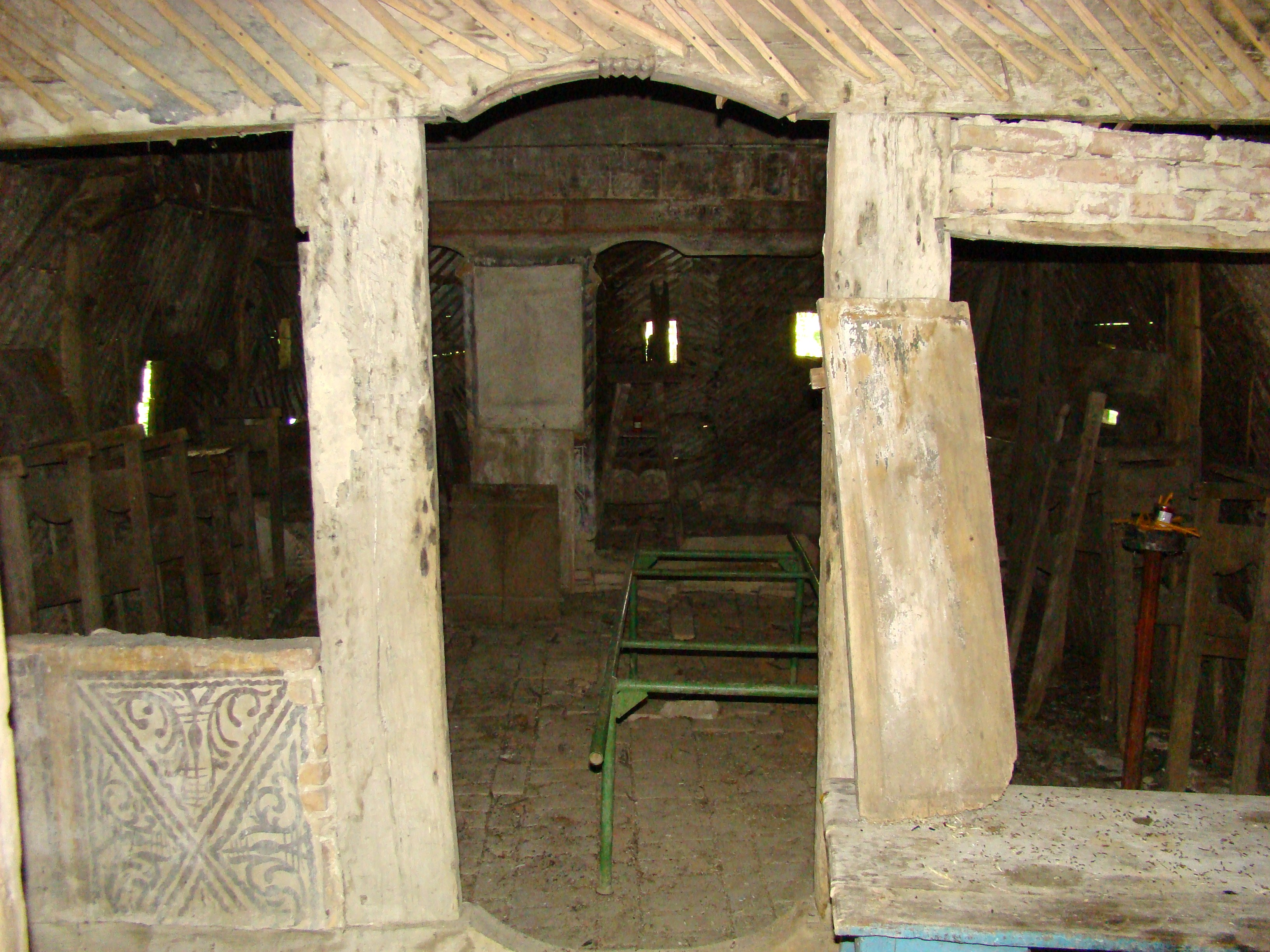
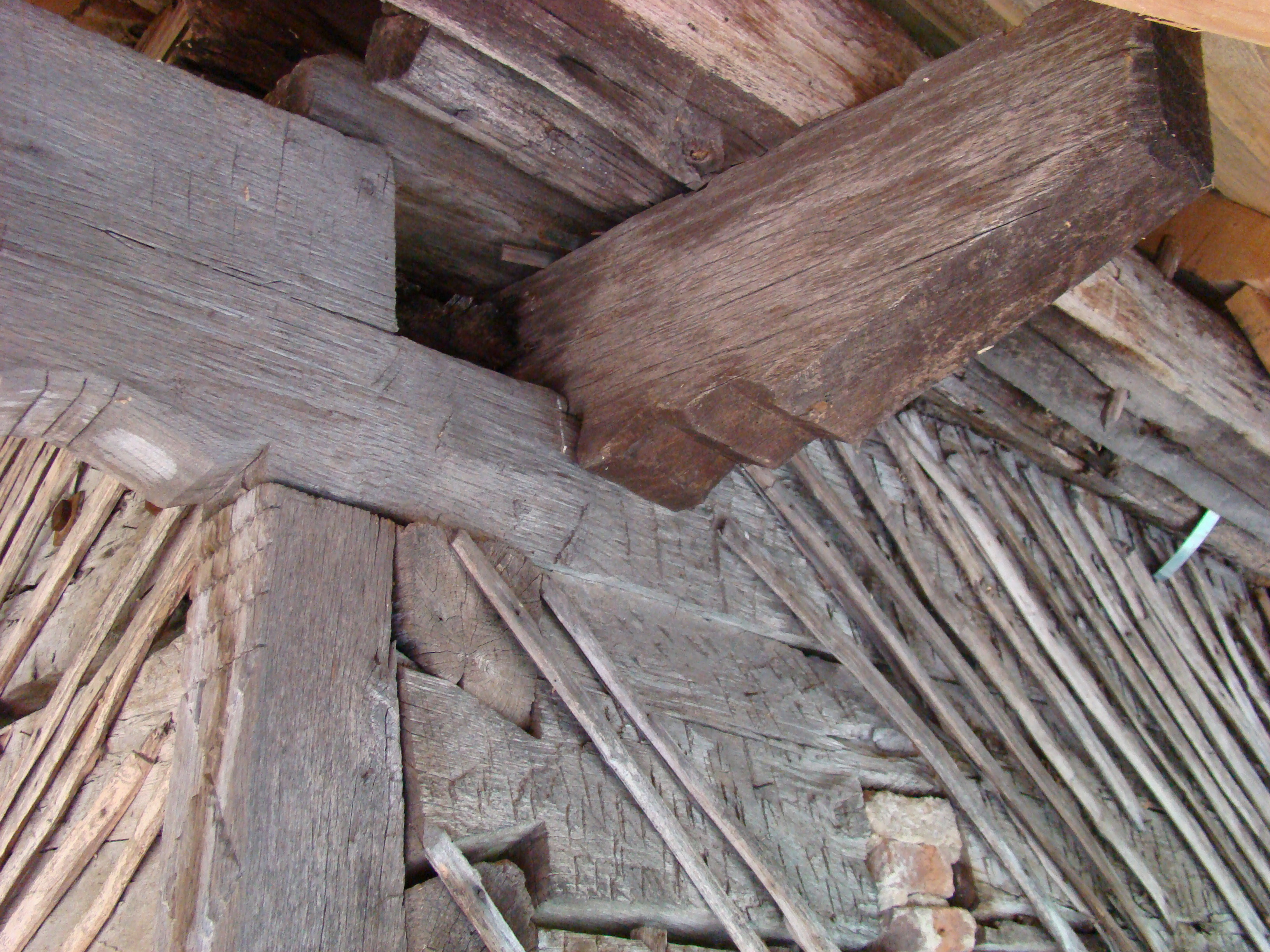
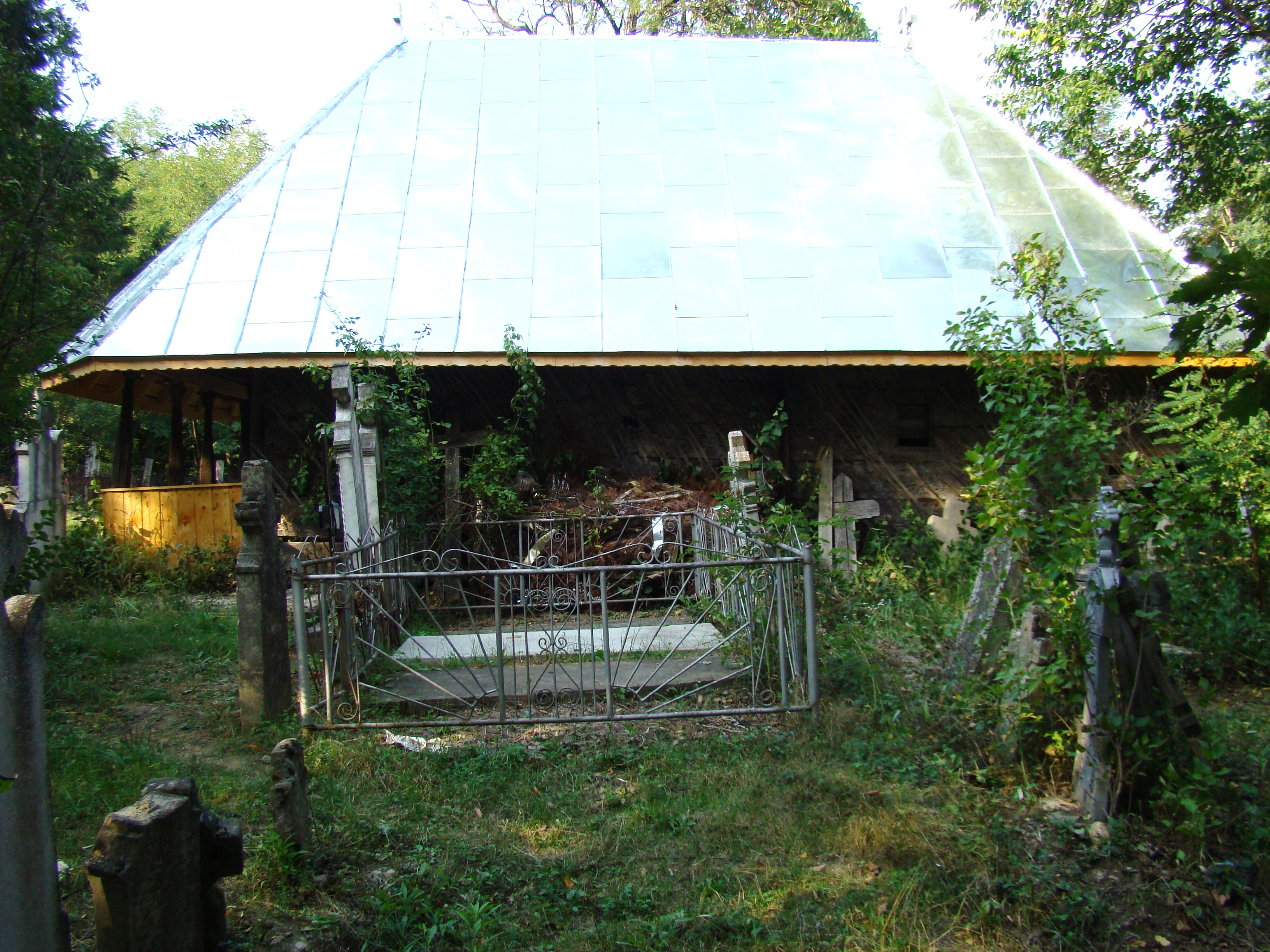
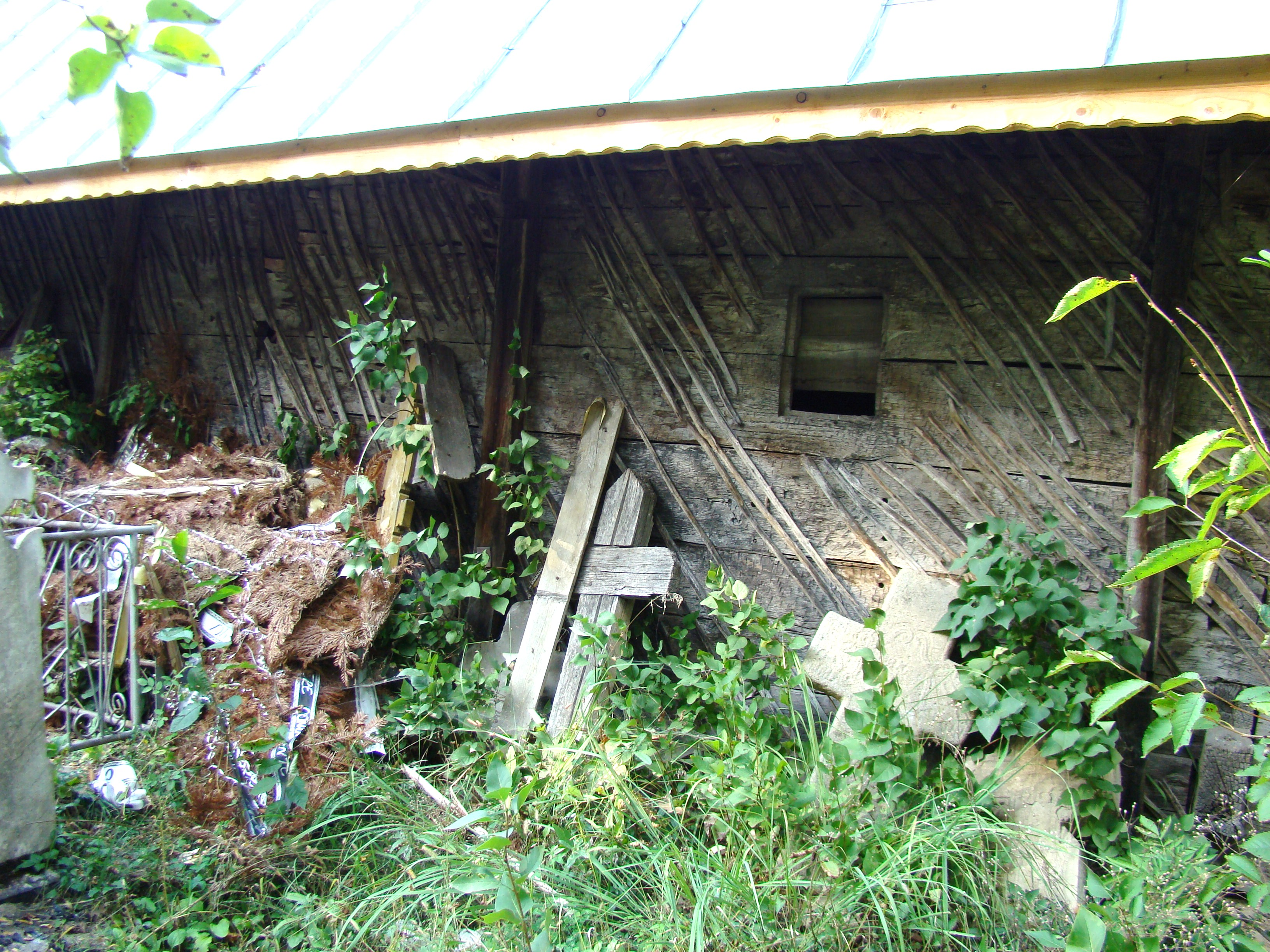
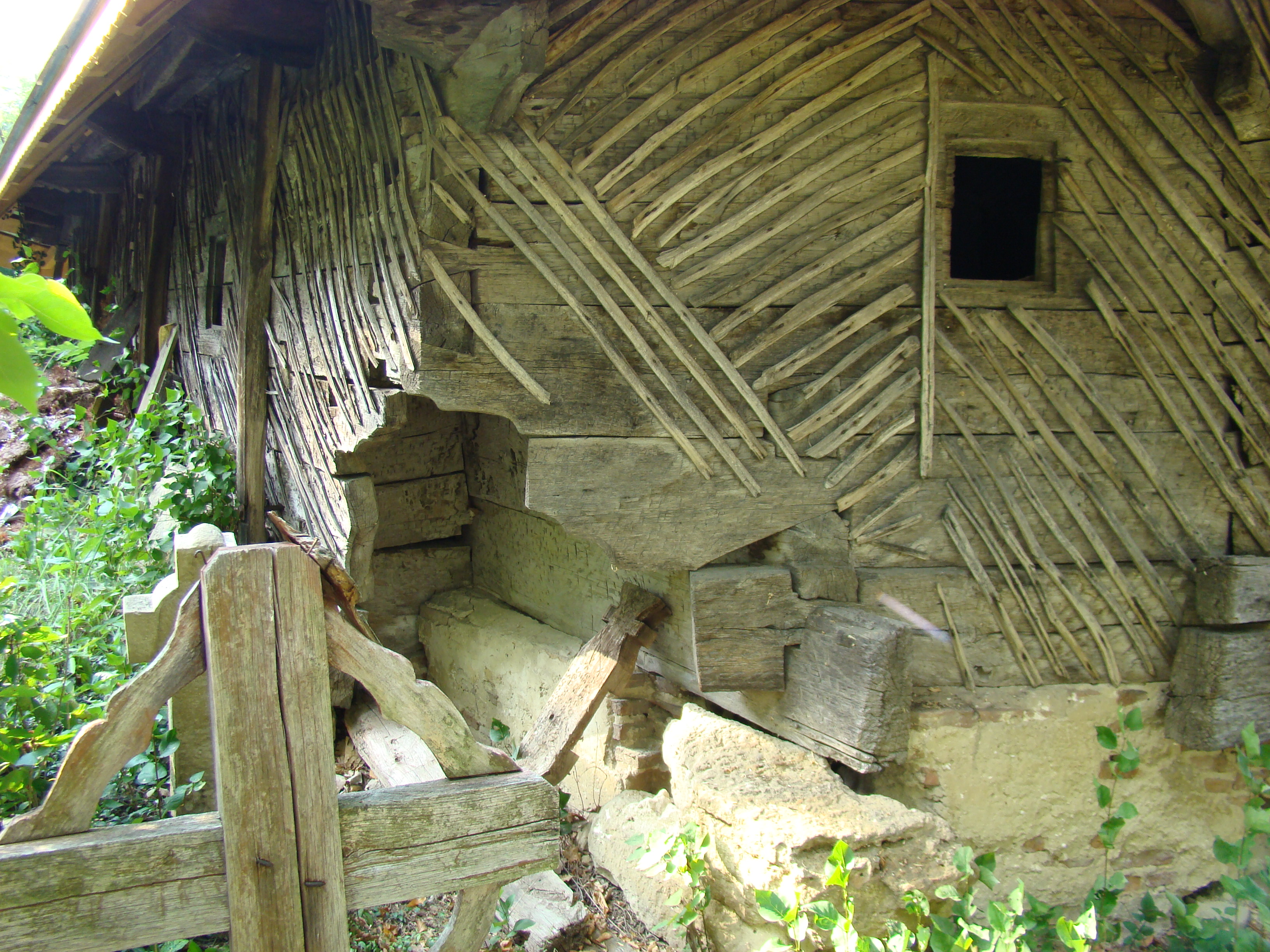
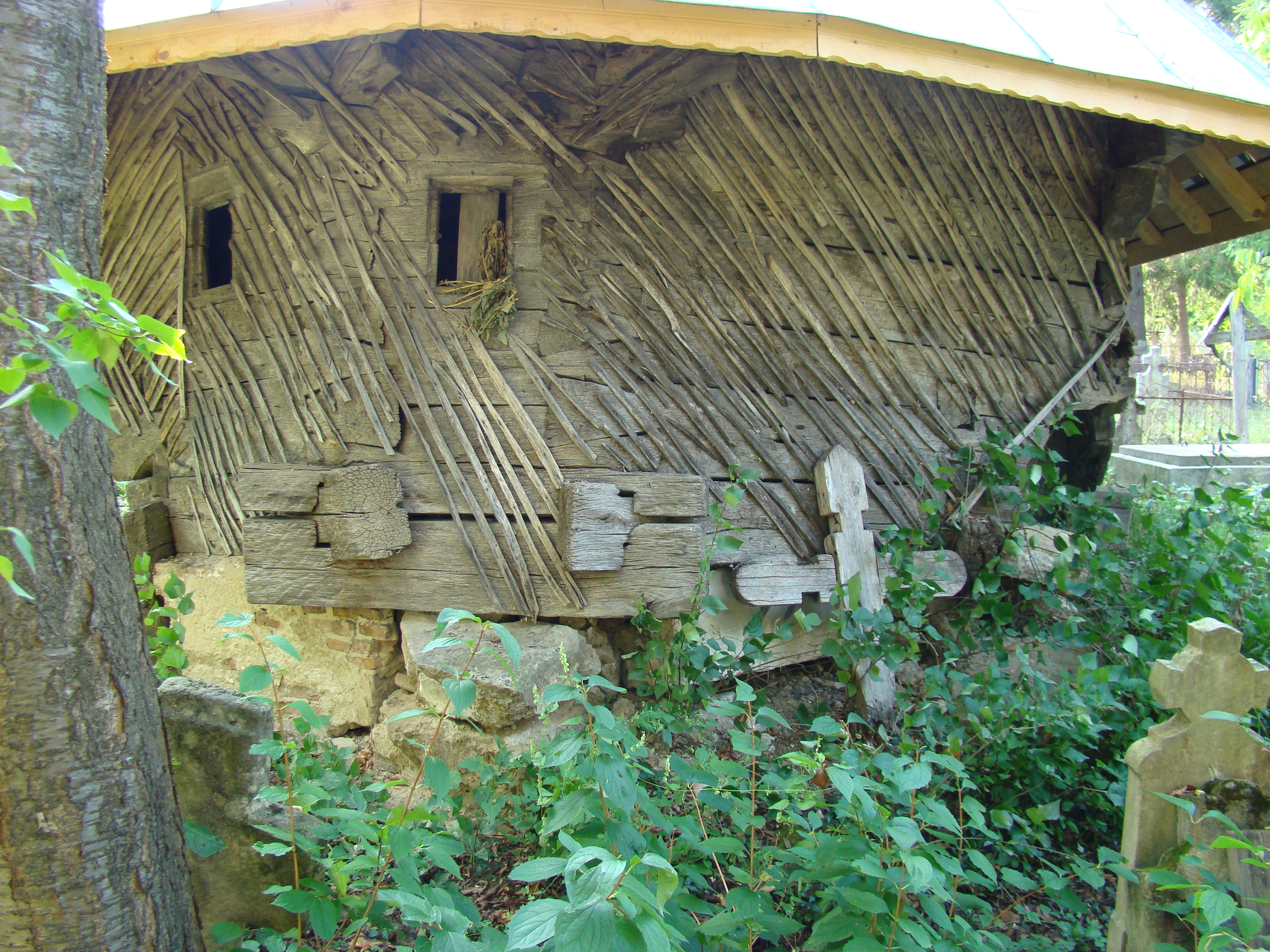
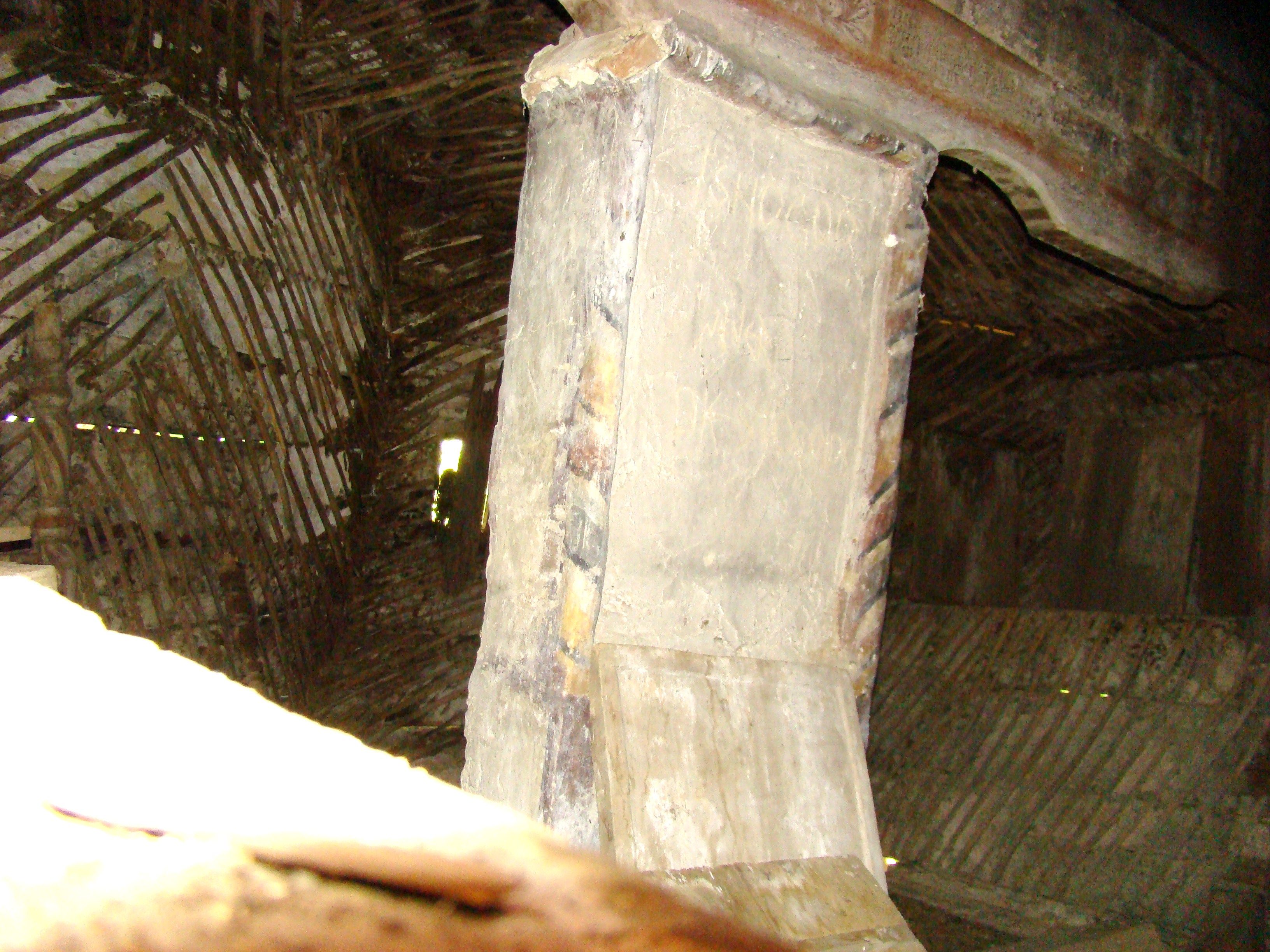
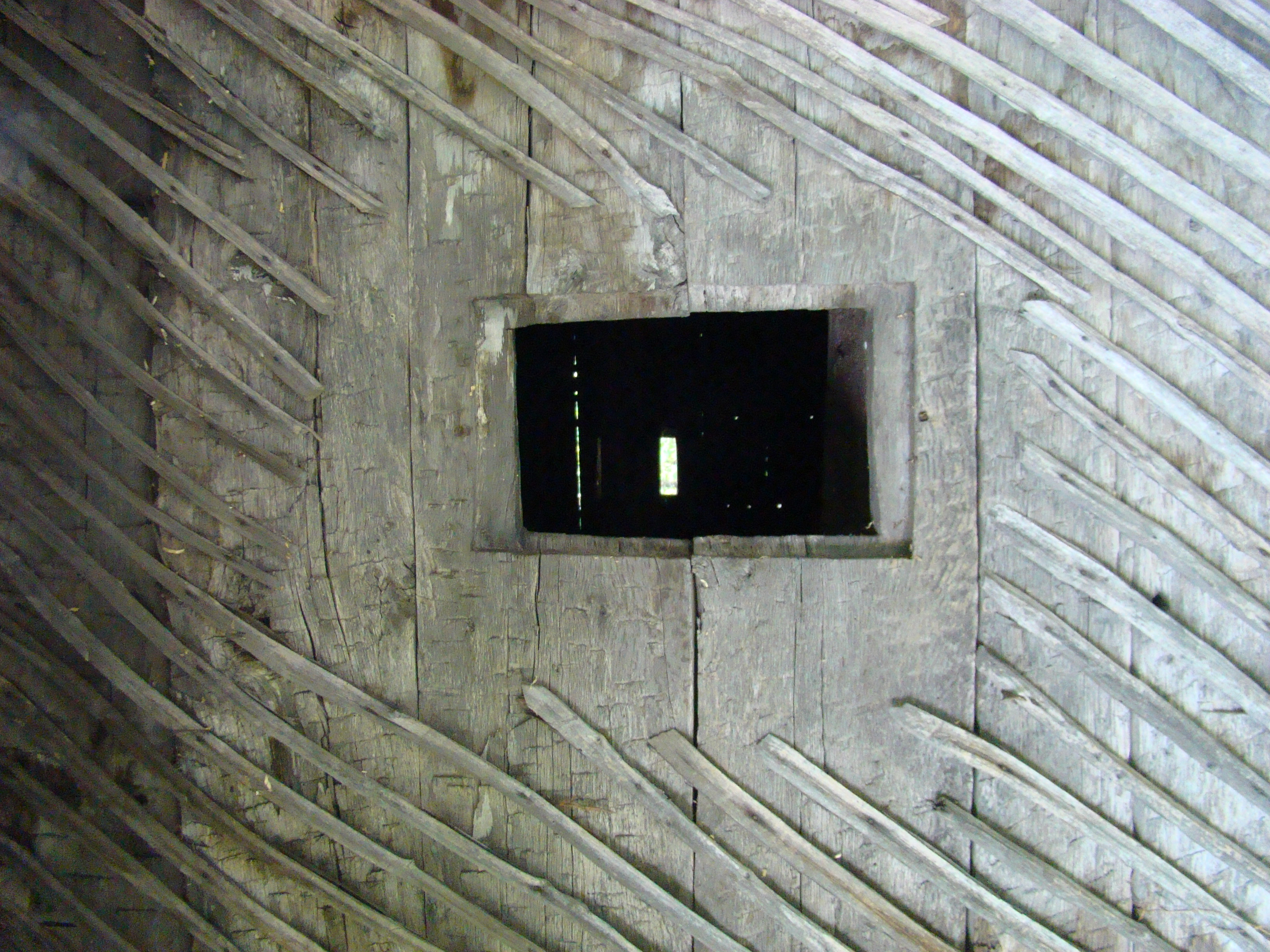
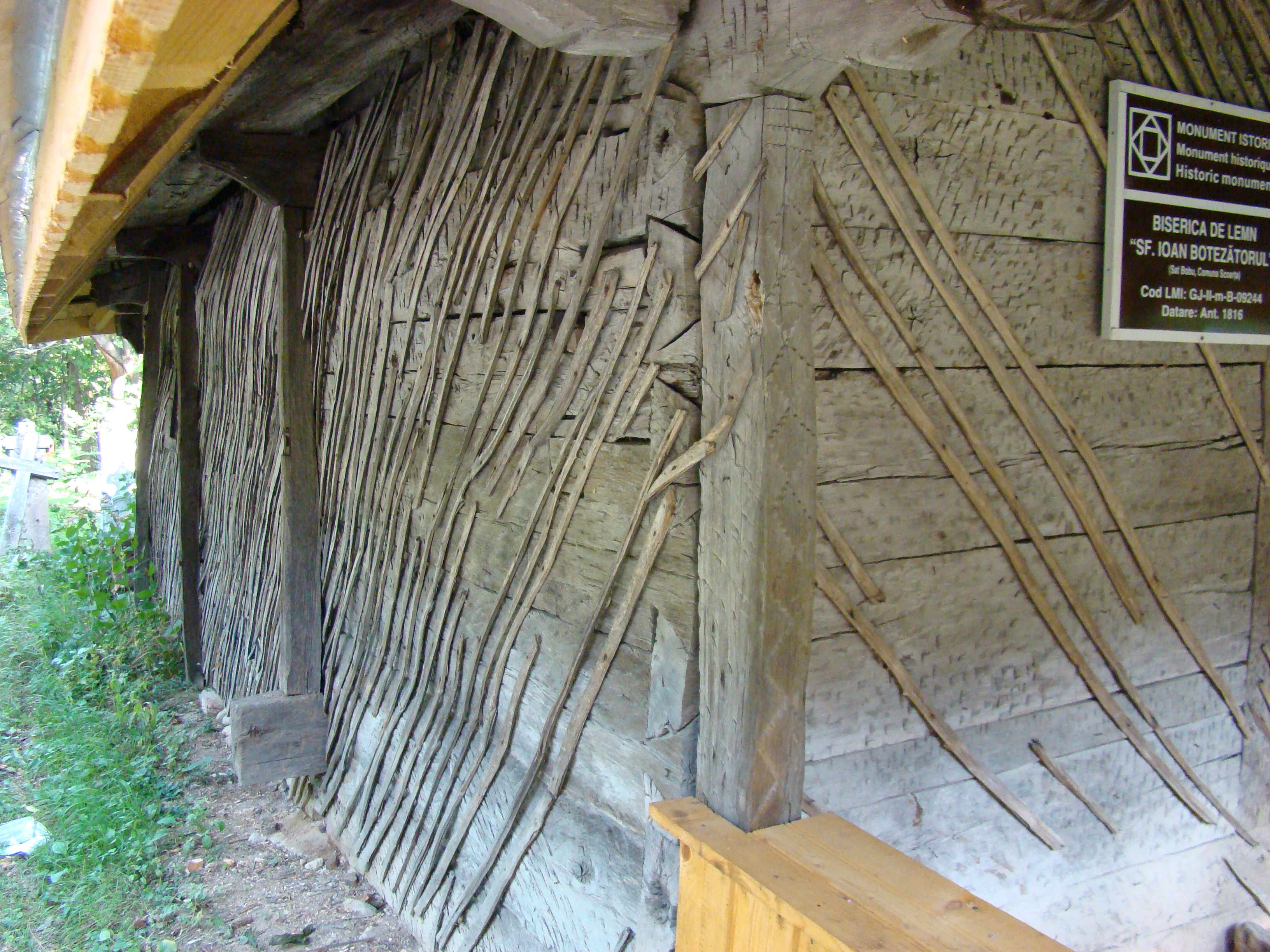
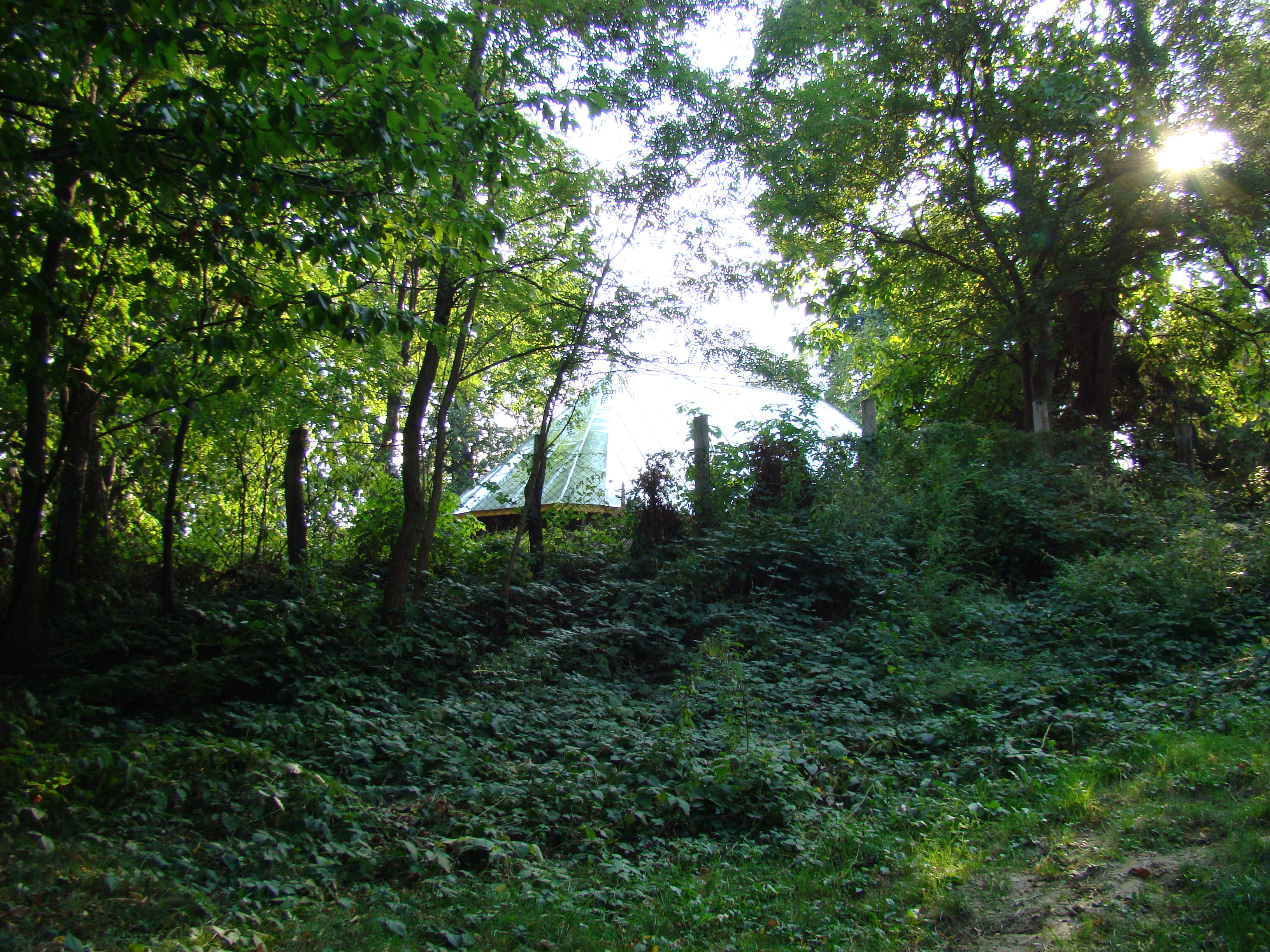
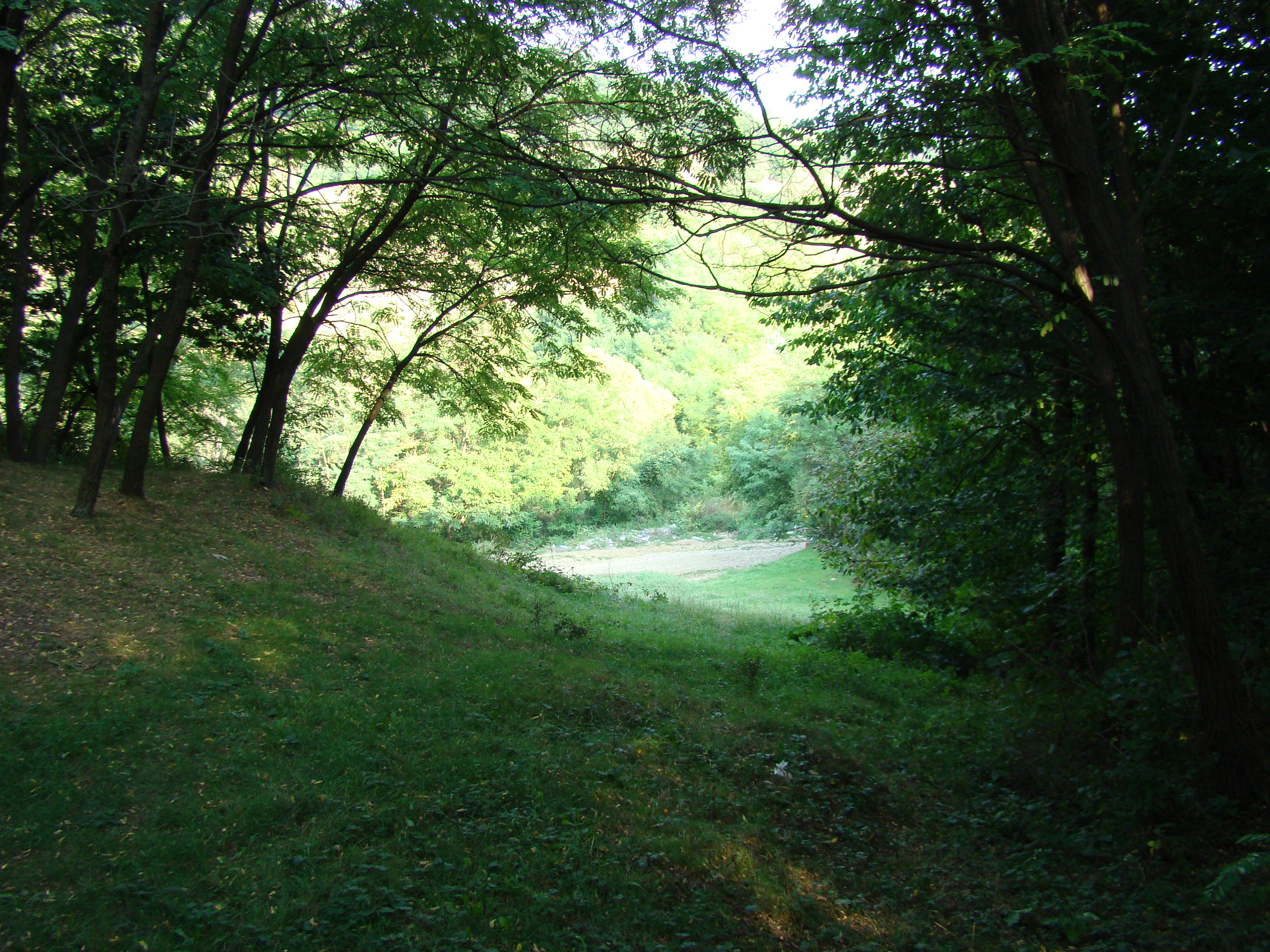
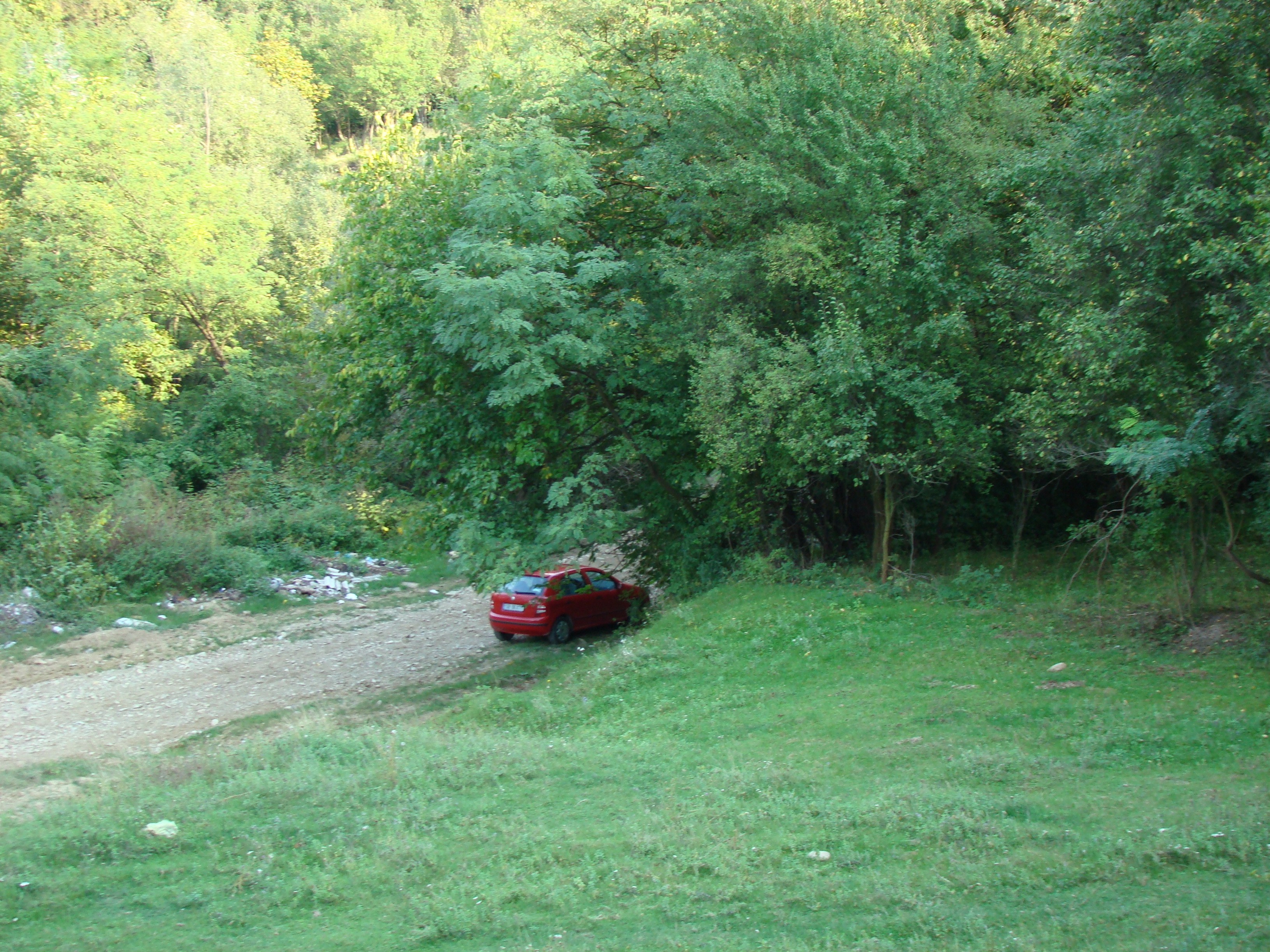